# Сайлес Марнер
«Сайлес Марнер» (англ. Silas Marner) — роман английской писательницы Джордж Элиот, опубликованный в 1861 году.

## Сюжет
Заглавный герой романа — ткач, изгнанный из своей религиозной общины из-за ложного обвинения в краже и поселившийся в деревне Рейвлоу. Сын местного сквайра Дунстан Касс крадёт все его деньги и скрывается. Тайная жена Годфри Касса (брата Дунстана) погибает, застигнутая снегопадом на пути в Рейвлоу, Марнер находит её маленькую дочь Эппи и оставляет у себя. Спустя много лет тело Дунстана с украденным у Марнера золотом находят на дне ручья, Годфри под впечатлением от этого события решает забрать Эппи, но та предпочитает остаться с приёмным отцом.

## Адаптации
«Сайлес Марнер» стал литературной основой для ряда фильмов и других произведений искусства. Только в эпоху немого кино было снято пять экранизаций.